# Hikmat Hasanov
Hikmat Hasanov (en azerbaïdjanais: Hikmət Həsənov; né en 1975) est un général de division azerbaïdjanais, qui est le commandant du 1er corps d'armée (depuis décembre 2014). Il est lauréat du 3e degré de l'ordre «Pour le service de la patrie». 

## Vie et service
Hikmat Hasanov est né le 9 octobre 1975 à Fuzuli. En 1992, il entre à l'École supérieure de commandement des armes combinées de Bakou. Il a commencé son service en tant que commandant de peloton dans l'unité militaire «N»  de Tartar. En 1994, il a suivi un cours de 6 mois au Commandement de l'école d'infanterie à Tuzla, en Turquie.
En 2002, il est entré à l'Académie militaire supérieure des forces terrestres de Nanjing de l'Armée populaire de libération de Chine pour poursuivre ses études. Il est diplômé de l'académie avec les honneurs et a reçu un badge spécial. En 1995, il est diplômé de l'école militaire et a commencé à servir dans la brigade «N»  à Aghdam. Il a été promu commandant d'unité, puis commandant de bataillon. 
En 2013, il s'est rendu en Allemagne pour poursuivre ses études, a suivi un cours de planification opérationnelle de l'OTAN et a exercé en tant qu'officier d'état-major au quartier général opérationnel de l'OTAN. En 2014, sur ordre du président Ilham Aliyev, il a été nommé chef d'état-major de l'Armée générale spéciale de Nakhitchevan nouvellement formée et restructurée.  
Le 26 juin 2014, à l'occasion du 96e anniversaire de la création des forces armées azerbaïdjanaises, il a reçu le grade de général de division par ordre du président Aliyev.
Lors des affrontements au Haut-Karabakh de 2016, il a commandé les batailles dans les districts d'Aghdam, de Tartar et de Goranboy. Pendant le conflit du Haut-Karabakh de 2020, il a dirigé les affrontements à Sougovuchan, qui a été capturé par les forces azerbaïdjanaises le 3 octobre. Le 9 décembre, le président Aliyev a signé un décret accordant à Hasanov l'Ordre de Karabakh.  
Hasanov parle couramment anglais, russe, turc, persan et arménien. 